# مجمع الأناضول العام للكنيسة التركية الأرثوذكسية
المجمع العالم للأناضوليين الأتراك الأرثوذكس (بالتركيَّة: Umum Anadolu Türk Ortodoksları Cemaatleri) هي مجموعة مسيحية أرثوذكسية مؤيدة للقومية التركية أنشئت في عام 1922 وعملت بشكل رئيسي بين مجتمع الكارامانليدس وهي هي جماعة أرثوذكسية كبيرة سكنت في منطقة الأناضول خصوصًا في قرامان وكبادوكيا تحدثت اللغة التركية كلغة أم وتبنت القومية التركية منذ القرن السابع عشر. وعلى خلاف أغلب المسيحيين الأرثوذكس في تركيا الذين عرفوا عن أنفسهن يونانيين من الناحية العرقية، أعتبر مجتمع الكارامانليدس أنفسهم أتراك من الناحية العرقية وقاموا بدعم كمال أتاتورك.
وبقت الكارامانليدس في تبعية دينية تحت نفوذ بطريركية القسطنطينية المسكونية. بعد مجمع الأناضول العام للكنيسة التركية الأناضولية (بالتركية:Umum Anadolu Türk Ortodoksları Cemaatleri) تعالت الأصوات لتأسيس كنيسة للأرثوذكس الناطقين في اللغة التركية. خصوصًا أن أبناء هذه الجماعة أعتبرت نفسها تركيّة منها "كارامانليدس" الذين عرفوّا عن أنفسهم أنهم أرثوذكس وأتراك. فضلًا عن الكاكوز وهم شعب تركي يعتنق المسيحية على مذهب الأرثوذكسية الشرقية.
وتم إنشاء البطريركية الأرثوذكسية التركية المستقلة هي كنيسة أرثوذكسية شرقية غير معترف بها. أتباع الكنيسة هم بشكل خاص مسيحيين من الإثنيّة والعرقيّة التركيّة ومن دعاة القومية التركيّة، الكنيسة متأثرة بشكل كبير في القومية التركية. وتأسست في عام 1922 البطريركية الأرثوذكسية التركية المستقلة وتبعها 72 كاهن. وكان بطريرك الكنيسة بابا إفتيم. بالغالب تنواب ورثة وأبناء أسرة بابا إفتيم رئاسة البطريركية. في عام 1924 اعتمدت البطريركية اللغة التركية كلغة العبادة. بنت البطريركية الأرثوذكسية التركية المستقلة من خلال أسرة إفتيم علاقات جيدة مع حزب الحركة القومية التركي.